# Gibaszew
Gibaszew – wieś w Polsce położona w województwie łódzkim, w powiecie poddębickim, w gminie Poddębice.
W latach 1975–1998 miejscowość administracyjnie należała do województwa sieradzkiego.
W miejscowości Gibaszew znajduje się mały zabytkowy kościół, należący do parafii Niemysłów.

## Przyroda
W Gibaszewie znajduje się las o dużej powierzchni. Jest to las iglasty, który otacza mały kościół. 3 kilometry od głównej drogi znajduje się rzeka Warta. Pola wiejskie, które należą do rolników są ubogie w wapń, można więc spotkać takie zioła jak na przykład rumian polny w znacznych ilościach. Często spotykanym dzikim zwierzęciem na terenie Gibaszewa jest dzik i zając.

## Transport
Na wsi znajdują się drogi gruntowe, polne i leśne. Główna droga gruntowa zostanie zaopatrzona w nawierzchnię asfaltową w 2014 roku. Przez Gibaszew ciągnie się szlak rowerowy. Znajdują się tutaj główne powiatowe słupy transportujące prąd oraz dwa transformatory.